# Grigore Cugler
Grigore Cugler (pseudonimul Apunake, n. 7 aprilie 1903 la Roznov, județul Neamț – d. 30 septembrie 1972, Lima, Peru) a fost un compozitor, diplomat, grafician, ilustrator, memorialist, muzician, poet, violonist clasic și scriitor român.

## Biografie
S-a născut la Roznov, unde a învățat limbile germană, română, spaniolă, franceză și și-a scris o mare parte din proza sa satirică.  A fost fiul Anei Țincu (fiica lui Nicolae Țincu, poet și scriitor) și al medicului Grigore Cugler, fratele Matildei Cugler-Poni, o poetă de la cenaclul Junimea, condus de Titu Maiorescu.
Ștefan Baciu, sub titlul Apunake (autobiografie), în volumul Vi-l prezint pe Țeavă, finanțat de poetul Nicolae Petra și tipărit în 1975 la Madrid, pentru Editura Limite (prețul unui exemplar: 5 dolari), i-a rezumat astfel biografia:
„Toată încurcătura a început în ziua de 7 aprilie 1903 (stil vechi), într-un mic sătuleț numit Roznov, de lângă Piatra Neamț. Atunci și acolo s-a născut fătul Grigore, din tatăl tot Grigore și din mama Ana, fata lui Nicolae Țincu, poet și scriitor, și timp de mulți ani redactor la Universul.
În 1914, tânărul Grigore, având un aspect cu totul diferit decât cel din 1903, a intrat la Liceul Militar Mânăstirea Dealului, fapt care i-a făcut o plăcere ce durează încă până în ziua de azi!
În august 1916, tânărul șoim a plecat să se plimbe, în uniformă, cu chipiu nereglementar, să se plimbe în sus și-n jos pe Valea Jiului (vezi Ecaterina Teodoroiu) timp de vreo două luni, cântând: La Arme, Trăiască Regele, Eroi au fost, Pe-al nostru Steag și altele, și într-o bună zi se trezi în gara Pitești, pe care o apără cu o dârzenie inexplicabilă. În Noembrie același an a explodat o ghiulea foarte aproape de persoana lui, și pentru că nu s-a ferit la timp i-au agățat pe piept niște medalii de metal și de război.
În 1917-1918 a făcut o reușită cură de slăbire în Moldova, după care, întorcându-se la București, își dădu seama că și cei ce rămăseseră acolo făcuseră o reușită cură de slăbire. Coincidență.
Prin 1922-1923 tânărul Grigore începu să-și spună că ar fi poate timpul să vadă puțin de Apunake, care, la acea epocă, nu avea nici cea mai mică idee de existența lui Grigore Cugler.
În 1925 (sau 26, cine își mai aduce aminte!) Apunake ieși la iveală în editura VREMEA (Donescu) și începu să se lege de toată lumea. Trecură anii ca proștii, după cum ar spune el însuși, și în 1946 Apunake ieși din nou la iveală sub un aspect puțin diferit de cel din 1925 (sau 26, cine își mai aduce aminte!), în editura VATRA (Lambru), în timp ce AFARĂ-DE-UNU-SINGUR, discret, elegant, dar fără ceas la mână și suflând în iaurt, își făcea apariția pe străzile Capitalei, în formă de ediție cu tiraj limitat, trasă la linotip Gestaetner, sub îngrijirea unui comitet compus din Domnul Florin Roiu. Pe urmă, atât Apunake cât și AFARĂ-DE-UNU-SINGUR plecară în lumea largă, în concediu ilimitat. În timpul acelui concediu au ieșit ca din pământ o serie de schițe, ce ar putea forma un nou volum. Acestea sunt: "Amintiri din copilărie", "... și la lume iarăși date", "Cine fuse și se duse", "Prin Zăvoi", un basm în stil cotcodăcesc și altele, după cum spui Dumneata, pe vine...
Un aspect îngrijorător al acestei situații este că multe din schițele menționate sunt însoțite de niște desenuri în creion, cam 30 la număr, care provoacă multă neliniște celor ce le văd. În ziua în care se va clasifica materialul pentru publicarea celor trei volume: APUNAKE, AFARĂ-DE-UNU-SINGUR și ultimul - defect natural al hârtiei - desenurile despre care vorbesc vor putea fi strecurate din loc în loc, și sunt convins că faptul că nu au ce căuta în acele volume va justifica pe deplin prezența lor. Aceasta pentru a nu se putea spune că nu am contribuit și eu cu ceva la succesul de librărie al cărților mele.”
Sub raport strict familial, Grigore Cugler a fost vărul criticului de artă Petru Comarnescu și, pe linie paternă, nepotul Matildei Cugler-Poni, afirmată ca poetă în anturajul mai mult decît pretențios al "Junimii" lui Titu Maiorescu. A studiat muzica sub indrumarea lui Alfons Castaldi, George Enescu și Mihail Jora, la Conservatorul din București. În postura muzicianului începător, Grigore Cugler a compus cîteva lieduri și valsuri,  a fost distins în 1926 cu un premiu "George Enescu" la un concurs rezervat tinerelor talente. A fost de asemenea diplomat de carieră.

## Cariera
Intră în diplomație în 1927, devine în 1941 atașat cultural la legația română din Bratislava, rechemat în același an în țară. Devine violonist la Teatrul Național din București. În 1946 devine consul la Oslo dar în 1947 nu se mai întoarce în țară. Se refugiază în exil stabilindu-se în capitala statului Peru, Lima, unde devine membru al orchestrei simfonice.
În ultimii ani au apărut date noi despre cariera diplomatului Cugler, începută în 1927, după încheierea studiilor de drept la Universitatea din București, și terminată în noiembrie 1947, odată cu instalarea Anei Pauker în fruntea unui nou minister de Externe, controlat în întregime de comuniști. Un detaliu: demisia pe care "neseriosul" Grigore Cugler a redactat-o cu această ocazie ne oferă o probă elocventă a caracterului său serios: Față de noua orientare politică a guvernului român, care se îndepărtează de convingerile și sentimentele mele, vă rog a-mi accepta demisia din cadrele Ministerului Afacerilor Străine.
Ca diplomat (trimis de ministerul regal al Afacerilor străine la Stockholm, Berna, Berlin, Bratislava, Copenhaga și Oslo), Grigore Cugler a cunoscut-o pe viitoarea sa soție, Ulrica (în actele românești: Ulla Gerda Lizinca Matilda Dyrssen, de naționalitate suedeză, fiica unui fost atașat militar și nepoata amiralului-comandant al Marinei Regale Suedeze), cu care s-a căsătorit în noiembrie 1937 la București.

## Exilul
După demisia din diplomație a urmat exilul, consumat peste Ocean, în Peru, unde și-a cîștigat existența ca angajat al unei societăți comerciale (în cursul zilei) și ca prim-violonist al Filarmonicii din Lima (în restul timpului).
A publicat Cartea de bucate o serie de așa-zise rețete de bucătărie în revista Înșir-te mărgărite, o revistă efemeră care a apărut doar timp de un singur an, în 1951 la Buenos Aires, în Argentina. Dintre bucatele oferite cititorilor se pot cita Sâni umpluți, Momițe parizian, Roșcove în foi de viță, Limbă à la princesse, colțunași cu steregoaioe, Curcan cu surdină, Costițe sultanine, Țipar cu mătănii și altele. Aici în Peru, l-au descoperit și vizitat principalii agitatori și suporteri internaționali ai literaturii sale: Ștefan Baciu, "editorul" din Honolulu, Mircea Popescu, secretarul general al Revistei Scriitorilor Români, (tipărită în exil, la Roma) venit din Italia să se convingă că omul există, sau poetul Nicolae Petra, din Mexic, hotărît să-i editeze întreaga operă. Cartea de bucate a fost republicată în Revista Scriitorilor Români.
Amintirile primilor doi, publicate în volumul Praful de pe tobă și în Revista Scriitorilor Români, vorbesc despre ambianța românească (și apunakistă) a locuinței din Lima, despre familie (soția și cele trei fetițe), dar și despre singurătatea scriitorului, rămas cu totul în afara mediilor literare latino-americane și muncit de un irepresibil dor de ducă.
În tot acest răstimp, chiar dacă nu cu totul ignorat (în 1928, Petru Comarnescu i-a "nășit" debutul în Tiparnița literară, cîteva fragmente din "romanul" Apunake au apărut în 1933, în Vremea), pentru românii din România, scriitorul Grigore Cugler a rămas un marginal al literaturii.

## Repere cronologice
- 7 aprilie 1903: se naște Grigore Cugler în comuna Roznov, județul Neamț.
- 1910-1914: Urmează școala primară.
- 1914: Se înscrie la Liceul Militar Mânăstirea Dealului.
- noiembrie 1916: Este rănit în luptele pentru apărarea orașului Pitești.
- 1923-1924: Urmează cursurile Facultății de Drept din București.
- 1926: Este distins cu premiul George Enescu la un concurs rezervat tinerelor talente.
- 1927: Grigore Cugler intră în diplomație.
- 1937: Se căsătorește la București cu Ulla Gerda Lizinca Matilda Dryssen.
- 1941: Este numit atașat cultural al legației române din Bratislava.
- 1946: Este numit consul al legației române de Oslo.
- noiembrie 1947: După numirea Anei Pauker ca Ministru al Afacerilor Străine, Grigore Cugler își dă demisia din diplomație.
- 30 septembrie 1972: Grigore Cugler se stinge din viață la Lima, Peru.

## Lucrări publicate
- 1933 Apunake și alte fenomene.
- 1945 Afară de unul singur.
- 1951 Carte de bucate (rețete publicate în revista Înșir-te mărgărite)
- 1975 Vi-l prezint pe Țeavă.